# 乙酰磺胺酸钾
乙酰磺胺酸钾（英語：acesulfame potassium，Ace K）又称乙酰氨基磺酸钾、醋磺內酯鉀，俗称安赛蜜，是一种无卡路里的甜味剂。在欧盟，其E编码（添加剂编码）是E950。是由德国化学家卡尔·克劳斯于1967年在赫希斯特公司（现纽特里诺娃公司）工作时偶然发现的。
从化学结构上说，乙酰磺胺酸钾是6-甲基-1,2,3-氧杂噻嗪-4(3H)酮2,2-二氧的钾盐。其为白色结晶粉末，分子式为C4H4KNO4S，分子量为201.24 g/mol。

## 性质
乙酰磺胺酸钾的甜度是蔗糖的200倍，和阿斯巴甜相当，是糖精的三分之二，三氯蔗糖的三分之一。乙酰磺胺酸钾有与糖精类似的官能团，吃后同样会有轻微的苦味和金属味残留在舌头上，浓度较高时尤为明显。卡夫食品的专利显示酰基磺胺的残留味道可通过添加阿魏酸钠掩蔽。实际使用中，乙酰磺胺酸钾与三氯蔗糖、阿斯巴甜等其他甜味剂混合，以求得到和蔗糖相似的甜味曲线，或互相遮盖残留味道，或呈现协同效应促进总体甜度。乙酰磺胺酸钾的分子尺寸比蔗糖小，能与其他甜味剂均匀混合。
与阿斯巴甜不同，乙酰磺胺酸钾对热稳定，甚至弱酸弱碱环境下仍然有较好的热稳定性。因此可用于烘焙，以及长期置于烘烤橱窗的食品。然而，长期高温下的降解产物3-羰基丁酰胺(acetoacetamide)有弱毒性。